# Psittacella brehmii
Psittacella brehmii е вид птица от семейство Psittaculidae.

## Разпространение
Видът е разпространен в Индонезия и Папуа Нова Гвинея.